# Fiume Tietê
Il Tietê è un fiume collocato nello Stato brasiliano di San Paolo. È lungo 1.150 km.

## Descrizione

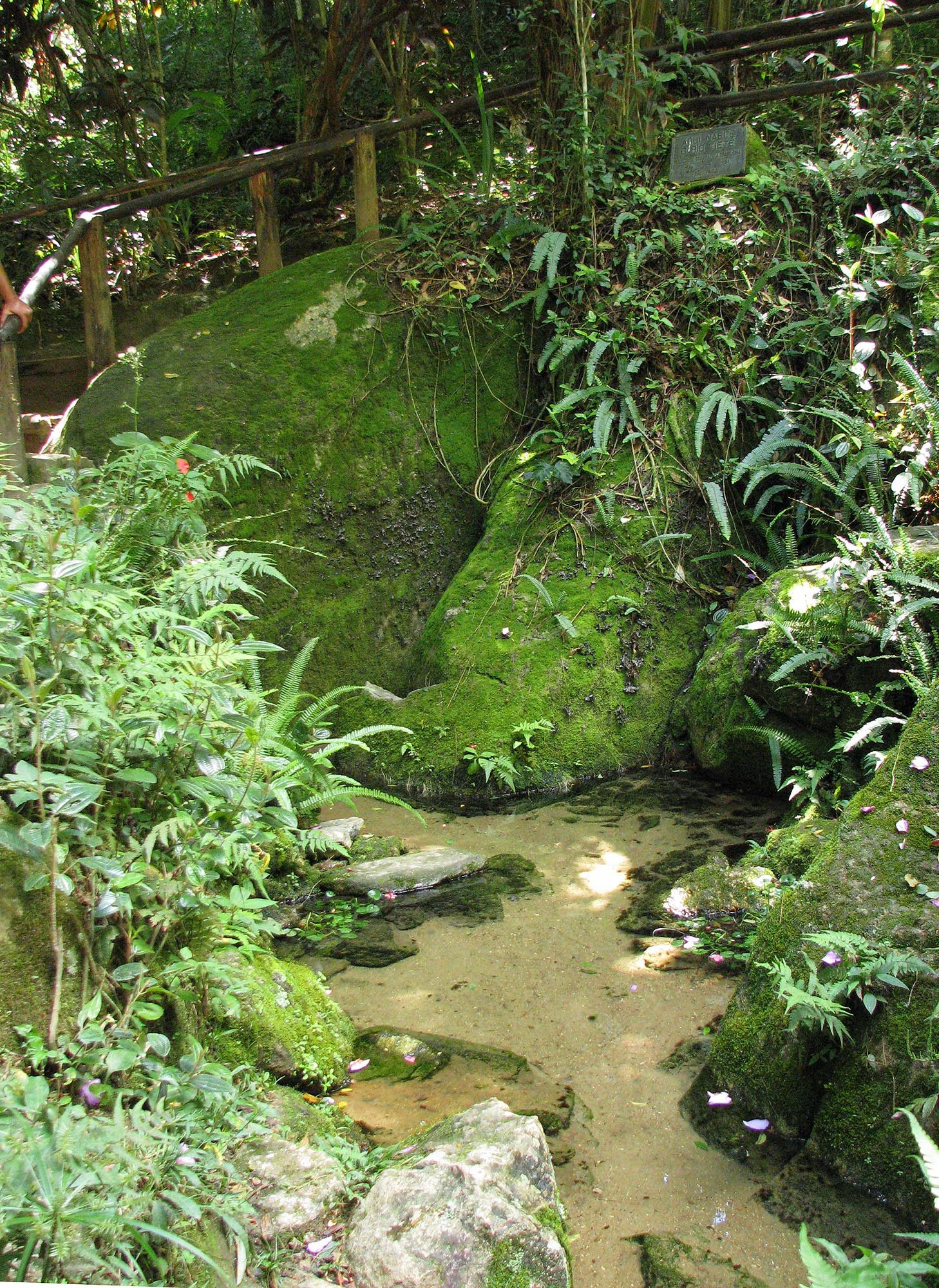
La sorgente del fiume presso Salesópolis

Nasce a Salesópolis nella Serra do Mar, a 1.120 metri d'altitudine. Pur essendo vicino alla costa, le scarpate della Serra do Mar lo costringono a scorrere verso l'interno, attraversando lo Stato di San Paolo da sud-est verso nord-ovest.

## Etimologia
Il nome Tietê è stato utilizzato per la prima volta in una mappa dell'anno 1748 e, in lingua tupi, significa "fiume vero" ed è costituito dall'unione dei termini ti ("acqua") e eté ("vera").

## Affluenti
Gli affluenti del Tietê sono:
- Rio Pinheiros
- Rio Tamanduatei
- Rio Aricanduva
- Rio Baquirivu-Guacu
- Rio Batalha
- Rio Bauru
- Rio Biritiba-Mirim
- Rio Capivara
- Rio Capivari
- Rio Cotia
- Rio Dourado
- Rio Jacaré-Guaçu
- Rio Jacaré-Pepira
- Rio Jaù
- Rio Jundiaí
- Rio Juqueri
- Rio Piracicaba
- Rio São Lourenço
- Rio Sorocaba